# فيرنر بوخهولتس (كاتب)
فيرنر بوخهولتس (بالألمانية: Werner Buchholz)‏ هو مؤرخ منطقة ‏ ومؤرخ وكاتب ألماني، ولد في 1948 في برلين في ألمانيا.